# Onthophagus dispar
Onthophagus dispar là một loài bọ cánh cứng trong họ Bọ hung (Scarabaeidae).